# Skřípinec jezerní

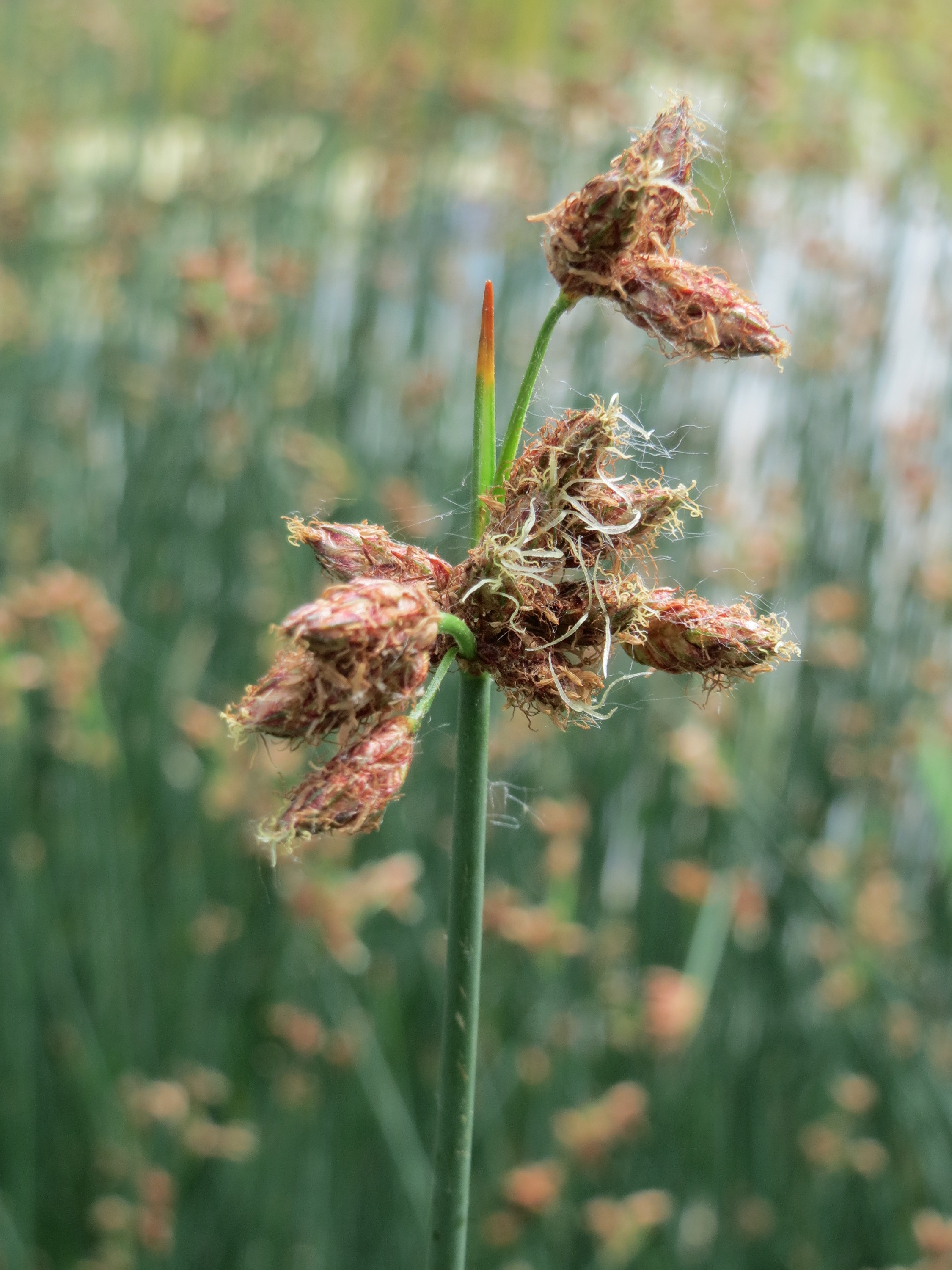
Květenství

Skřípinec jezerní (Schoenoplectus lacustris) je vytrvalá rostlina rostoucí v mělkých vodách. Tento druh rodu skřípinec není v České republice příliš rozšířen a je z hlediska ohrožení vyhynutím hodnocen jako druh vyžadující další pozornost (C4a).

## Výskyt
Rozšířen je v Evropě a Asií, hlavně v jejích severních oblastech a také na severu Afriky. V české přírodě se tato jednoděložná rostlina vyskytuje roztroušeně od nížin po střední polohy.

## Ekologie
Roste v mírně kyselých, mělkých, stojatých nebo pomalu tekoucích vodách bohatých na živiny, nejčastěji s písčitým nebo jílovitým dnem. Vyskytuje se v blízkosti břehů v řekách, jezerech, rybnících, slepých říčních ramenech nebo vodních kanálech a v proláklinách pravidelných zátopových oblastí se sladkou nebo mírně brakickou vodou.

## Popis
Vytrvalá rostlina s hrubou, až 2,5 m vysokou lodyhou rostoucí ze silného článkovitého, vodorovně se plazícího bílého až nažloutlého oddenku. Stébla, rostoucí solitérně nebo v trsech, jsou pevná, 2 až 3 cm tlustá, na průřezu kulatá, tmavě zelená a hladká. Obsahují aerenchymové pletivo a jejich vnější buňky obsahují chlorofyl a účastní se fotosyntézy. Stébla jsou objata několika nachovými trubkovitými pochvami, spodní pochvy bývají bez listových čepelí, zatímco z jedné až dvou horních občas vyrůstají čepele 1 až 10 cm dlouhé.
Bohatě větvené kruželovité květenství (někdy je stažené) má nestejně dlouhé větve a bývá vysoké 5 až 10 cm. Je tvořeno klásky vyrůstajícími ve svazečcích na různě dlouhých stopkách. Pod květenstvím je dlouhý úzký vztyčený listen, který vypadá jako pokračování stonku.
Červenavě hnědé klásky, 5 až 10 mm dlouhé, jsou podlouhle vejčité a na konci špičaté. Mají více spirálovitě vyrůstajících vejčitých a krátce osinatých plev. V úžlabí plev vyrůstají drobné kvítky s redukovaným okvětím tvořeným pouze šesti drsnými štětinkami. V oboupohlavném kvítku jsou tři tyčinky s podlouhlými prašníky a svrchní semeník s čnělkou s bliznou rozeklanou do tří nitkovitých ramen. Kvítky kvetoucí od června do září jsou větrosnubné. Plody jsou trojboké hladké nažky.
Rozmnožuje se semeny (nažkami) nebo oddenky, jejichž rozrůstáním dokáže v krátké době vytvořit okolo jediné rostliny širokou kolonii). Dobře se rozšiřuje i úlomky oddenků, které mohou být velkou vodou odneseny na větší vzdálenost.

## Význam
Skřípinec jezerní se někdy vysazuje jako ozdobná rostlina do mělkých jezírek, zvláště jeho méně vzrůstné a panašované variety, např. 'Albescens'. Pro zamezení jeho rozpínavosti je vhodné ho na menších vodních plochách pěstovat v nádobách. V zarybněných nádržích poskytuje chráněný prostor pro tření ryb. Je vhodnou rostlinou do kořenových čistíren odpadních vod.